# Спальный район (паблик-арт-программа)
Спальный район (паблик-арт-программа) — серия паблик-арт-проектов, цель которых — преобразовывать общественное пространство с помощью современного искусства. Программа придумана куратором и художником Мариной Звягинцевой в целях попытки реабилитации окраинных зон мегаполиса, которые обычно воспринимаются как антикультурные трущобы. Современное искусство тяготится замкнутыми пространствами; проведение же выставок вне музеев и галерей позволяет заполнить культурный вакуум тех общественных пространств, где не принято выставлять современное искусство. «Спальный район» захватывает не только окраины, такие как Южное Бутово и метро «Волжская», но и общественные пространства в центре Москвы (двор Высшей школы экономики, интерьер Морозовской больницы).
Проекты этой программы — выставки в Люберецком роддоме, в Центре образования № 109 г. Москвы, проект «Арт-прививка» в консультативно-диагностическом центре Морозовской больницы, а также три проекта в рамках Московской биеннале современного искусства — «Спальный район», «Дом художника „Южное Бутово/Спальный район“» и «МедиаДвор» — доказали, что такие события востребованы и служат развитию паблик-арта в России, причем один из проектов — «Спальный район. Открытый урок» — вошел в шорт-лист VII Всероссийского конкурса в области современного визуального искусства «ИННОВАЦИЯ». За проект «Спальный район» в рамках 3-й Московской биеннале кураторы получили благодарность от Российской академии художеств.